# كفر العرب (فارسكور)
كفر العرب هي إحدى قرى مركز فارسكور التابع لمحافظة دمياط بجمهورية مصر العربية،.